# Ǩ
Ǩ — це літера, яка використовується в колтта-саамській мові, де вона позначає звук МФА: [c͡ç]. 
Також ця буква використовується в одному з варіантів латинського алфавіту для лазської мови.

## Способи кодування
В юнікоді велика Ǩ записується U+01E8, а мала  — U+01E9.